# Shibu Soren

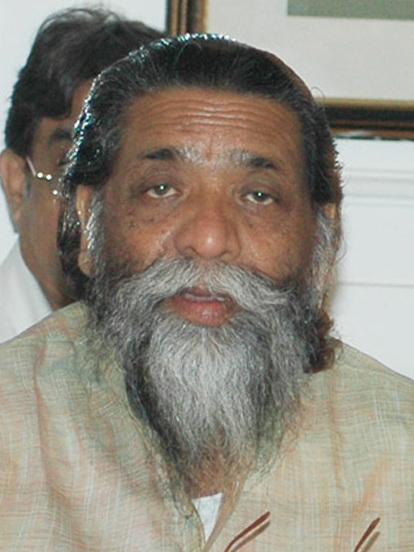
Shibu Soren (2006)

Shibu Soren (Hindi शिबू सोरेन, * 11. Januar 1944 im Dorf Nemra, damals im Distrikt Hazaribagh, Provinz Bihar, Britisch-Indien, heute Distrikt Ramgarh in Jharkhand, Indien; † 4. August 2025 in Delhi) war ein indischer Politiker. Er war langjähriger Abgeordneter in der Lok Sabha, mehrfacher Abgeordneter der Rajya Sabha, 2004–2006 indischer Minister für Kohle und Stahl und dreimal Chief Minister des indischen Bundesstaats Jharkhand. Während seiner politischen Laufbahn war Soren in zahlreiche Gerichtsprozesse verwickelt. Ihm wurde unter anderem Bestechlichkeit vorgeworfen und er war Angeklagter in mehreren Mordprozessen. In diesem Zusammenhang war er auch zeitweilig inhaftiert.

## Biografie
Shibu Soren wurde in den ausgehenden Jahren der britischen Kolonialherrschaft in einem kleinen Dorf im heutigen Jharkhand geboren. Seine Familie gehört der Ethnie der Santal an, die im heutigen Indien zu den „anerkannten Stammesgemeinschaften“ (Scheduled Tribes) gezählt werden. Er verlor früh seinen Vater, der nach seiner Darstellung einem Auftragsmord von Geldverleihern zum Opfer fiel. Seine formale Bildung beschränkte sich daher auf den Besuch der örtlichen Gola High School in Hazaribagh.
Schon im Alter von 18 Jahren wurde Shibu Soren politisch-gesellschaftlich aktiv und gründete die Santhal Navyuvak Sangh („Vereinigung der Santal-Jugend“) um gegen die soziale Ausbeutung und Unterdrückung der Stammesbevölkerung zu agitieren. Zielscheibe waren dabei vor allem erpresserische Geldverleiher, Bergbauindustrielle (im Gebiet von Jharkhand liegen einige der größten mineralischen Rohstoffvorkommen Indiens) und Großgrundbesitzer (Zamindare), die es auf das Land der Stammesvölker abgesehen hatten, sowie korrupte Regierungsangestellte, die mit den genannten Personengruppen zusammenarbeiteten.
Im Jahr 1973 gründete Soren zusammen mit anderen Aktivisten die Partei Jharkhand Mukti Morcha (JMM, „Jharkhand-Befreiungsfront“). Die Partei hatte anfänglich eine ausgeprägt marxistisch-klassenkämpferische Programmatik und wollte die Interessen der Stammesbevölkerung gegenüber den Großgrundbesitzern und Kapitalisten verteidigen. Außerdem setzte sie sich für die Gründung eines eigenen Bundesstaats ein, der die Gebiete mit mehrheitlich Stammesbevölkerung im damaligen Bihar, Madhya Pradesh und Westbengalen umfassen sollte. Später wandelte sich JMM zu einer hauptsächlich regionalistischen und tribalistischen Bewegung und die Marxisten gingen getrennte Wege. Ab 1986 war Soren Parteipräsident der JMM.

### Parlamentsabgeordneter
Shibu Soren wurde als JMM-Kandidat bei den Parlamentswahlen 1980, 1989, 1991, 1996, in einer Nachwahl 2002 (nachdem der Wahlkreisabgeordnete Babulal Marandi Chief Minister geworden war), sowie 2004 und 2009 jeweils im Wahlkreis 27-Dumka (anfänglich Bihar, ab 2000 Jharkhand) in die Lok Sabha gewählt. Bei der Parlamentswahl 2019 verlor er seinen lange gehaltenen Parlamentssitz an den Mitbewerber Sunil Soren von der BJP (nicht mit ihm verwandt). Vom 8. Juli 1998 bis 18. Juli 2001 und vom 10. April 2002 bis 2. Juni 2002 sowie erneut ab dem 19. Juni 2020 war er Abgeordneter in der Rajya Sabha für Bihar/Jharkhand.

### Indischer Unionsminister für Kohle und Stahl

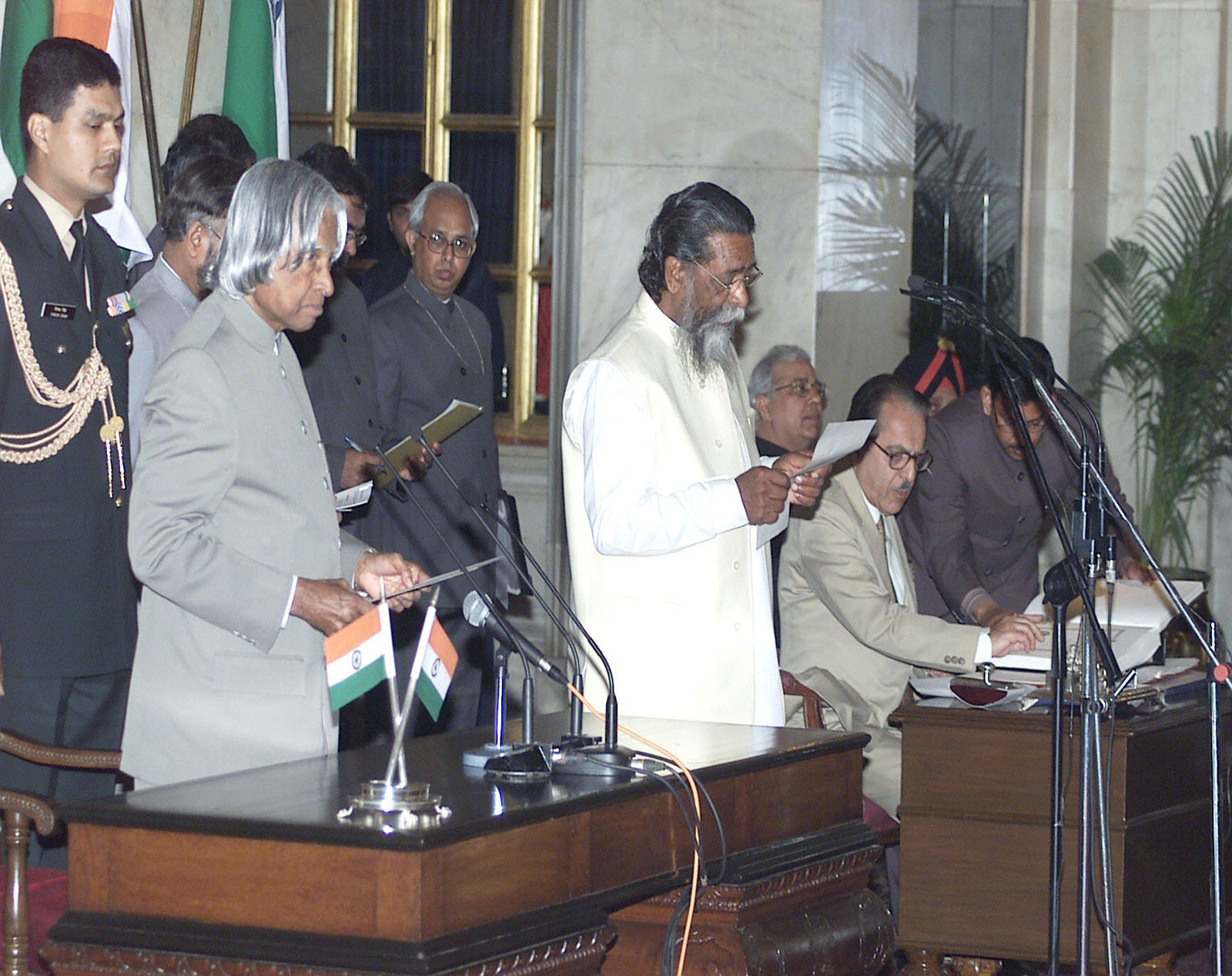
Shibu Soren bei seiner Vereidigung als Kabinettsminister in Neu-Delhi am 29. Januar 2006. Links im Vordergrund Präsident A. P. J. Abdul Kalam.

Nach dem Wahlsieg der Kongresspartei-geführten United Progressive Alliance bei der gesamtindischen Parlamentswahl 2004 war Shibu Soren vom 23. Mai 2004 bis 24. Juli 2004, 27. November 2004 bis 2. März 2005 und 29. Januar 2006 bis 29. November 2006 indischer Unionsminister für Kohle und Stahl im Kabinett Manmohan Singh I. Schon kurz nach seiner erstmaligen Ernennung trat von dem Ministeramt zurück, nachdem gegen ihn ein Haftbefehl in der Chirudih-Angelegenheit (s. u.) erlassen worden war. Am 27. November 2004 wurde er wieder in sein Amt als Kohle-und-Stahl-Minister eingesetzt und amtierte bis zum 2. März 2005. Er trat als Minister zurück, nachdem er zum Chief Minister in Jharkhand ernannt worden war. Vom 29. Januar 2006 bis 28. November 2006 amtierte Soren erneut als Unionsminister für Kohle und Stahl. Er trat nach der Verurteilung im Mordprozess um seinen ehemaligen Privatsekretär (s. u.) zurück.

### Chief Minister von Jharkhand
Shibu Soren amtierte dreimal als Chief Minister von Jharkhand, allerdings jeweils nur für verhältnismäßig kurze Zeit. Seine erste Amtszeit dauerte nur 10 Tage vom 2. bis zum 11. März 2005. Er trat zurück, nachdem er im Parlament von Jharkhand kein Vertrauensvotum gewinnen konnte (die JMM alleine verfügte nach der Wahl 2005 nur über 17 von 81 Abgeordneten). Im August 2008 entzog die JMM-Parlamentsfraktion der Regierung von Chief Minister Madhu Koda (parteilos) die parlamentarische Unterstützung, so dass dieser zurücktreten musste. Anschließend amtierte Soren in seiner zweiten Amtszeit vom 27. August 2008 bis zum 12. Januar 2009 als Chief Minister in einer Koalitionsregierung aus JMM, NCP und mehreren Unabhängigen. Er trat nach einer verlorenen Nachwahl zurück. Sorens dritte Amtszeit als Chef Minister dauerte vom 30. Dezember 2009 bis zum 30. Mai 2010. Er regierte in dieser Zeit mit einer Koalitionsregierung aus JMM, BJP und AJSU Party. Er trat zurück, nachdem sich die beiden Koalitionspartner aus der Regierung zurückgezogen hatten.

## Juristische Anklagen
Shibu Soren war in zahlreiche Gerichtsverfahren verwickelt.

### Chirudih-Massaker 1975 in Jharkhand
Am 23. Januar 1975 ereignete sich das sogenannte Chirudih-Massaker im damaligen Distrikt Dumlka (später Distrikt Jamtara), bei dem ein Mob von Stammesangehörigen 10 Personen ermordete, darunter neun Muslime. Einer der Tatbeteiligten sagte aus, dass Shibu Soren zur Tötung der Muslime aufgerufen habe, da diese „die Häuser der Stammesbevölkerung in Brand setzten“. Am 26. Dezember 1979 wurde Anklage gegen 59 mutmaßliche Tatbeteiligte und Anstifter, darunter auch Shibu Soren, erhoben. In einer für die indische Justiz nicht ganz untypischen Weise zog sich das ganze Verfahren über Jahrzehnte hin, weil sich Soren der Prozessteilnahme durch Nichterscheinen entzog bzw. weil er Immunität als gewählter Abgeordneter genoss, weil Verfahrensfehler begangen wurden, gegen die die Anwälte der Angeklagten opponierten und weil die Prozessakten wohl etliche Jahre unbearbeitet blieben. Im Juni 2004 erklärte das zuständige Gericht in Jharkhand Soren zu einem Rechtsflüchtling und ordnete seine Verhaftung an. Dies führte zu seinem Rücktritt als Unionsminister.
Am 6. März 2008 sprach ein Gericht im Distrikt Jamtara Soren und 13 Mitangeklagte aufgrund ungenügender Beweislage von den Vorwürfen in der Chirudih-Angelegenheit frei.

### Bestechungsaffäre 1993 und Mord an Sorens Privatsekretär
Am 28. Juli 1993 überstand die Kongress-geführte Minderheitsregierung unter Premierminister Narasimha Rao eine Vertrauensabstimmung in der Lok Sabha. Vier JMM-Abgeordnete, darunter Shibu Soren, hatten mit der Regierung gestimmt. Im Jahr 1996 stellte sich heraus, dass drei Tage nach der Abstimmung zusammen mehr als 1,6 crore Rupien auf den Konten der vier Abgeordneten bei derselben Bank in Delhi eingezahlt worden waren. Am 5./6. September 1996 wurden die vier beschuldigten JMM-Abgeordneten, darunter Shibu Soren unter dem Verdacht der Bestechlichkeit verhaftet. Sie wurden gegen Kaution am 4. Januar 1997 wieder auf freien Fuß gesetzt. Am 17. April 1998 urteilte das Oberste Gericht Indiens in einem 3:1–Grundsatzurteil, dass Abgeordnete, die Bestechungsgelder annähmen, nach Artikel 105(2) der Verfassung vor Strafverfolgung geschützt sein. Personen, die Bestechungsgelder vergäben, machten sich dagegen strafbar.
Soren und seine mitangeklagten JMM-Parteikollegen behaupteten, dass das eingegangene Geld Teil einer Parteispende gewesen war und legten dafür Quittungen vor. Im Jahr 2008 wurde ein neues Verfahren wegen mutmaßlicher Beweisfälschung aufgenommen, nachdem sich herausgestellt hatte, dass die von den Angeklagten vorgelegten Belege im Jahr 1995 gedruckt wurden, während das Geld schon 1993 auf die Konten geflossen war. Am 13. September 2011 räumten die vier angeklagten JMM-Politiker, einschließlich Shibhu Sorens, ein, dass sie 1993 Gelder von der Kongresspartei erhalten hätten. Diese Gelder seien jedoch keine persönlichen Zuwendungen gewesen, sondern hätten der Parteienfinanzierung von JMM gedient. Ein Geldtransfer von einer größeren Partei (Kongress) zu einer kleineren Partei (JMM) sei nicht illegal. Außerdem habe dieser keinen Einfluss auf das Abstimmungsverhalten der Abgeordneten gehabt.
Am 22. Mai 1994 verließ Shashi Nath Jha, der als Sekretär im Büro des damaligen Parlamentsabgeordneten Shibu Soren arbeitete, nach der Arbeit gegen Abend sein Büro in Delhi. Er traf jedoch nie zu Hause ein. Die Ermittlungen ergaben, dass Jha durch vier bis fünf Personen gekidnappt, nach Jharkhand verbracht und dort ermordet worden war. Am 13. August 1998 wurde unter der Aufsicht von CBI-Beamten ein mutmaßliches Grab geöffnet, wo man sterbliche Überreste fand, die als diejenigen von Jha identifiziert wurden. Am 10. März 1999 erhob das CBI Anklage gegen Soren. Die Anklage lautete dahingehend, dass Jha als Sekretär von Soren von der Bestechungsaktion gewusst und Soren erpresst hatte. Er sei daraufhin als Mitwisser beseitigt worden. Am 28. November 2006 wurde Soren durch ein Gericht in Delhi der Beihilfe zum Mord für schuldig befunden und trat infolgedessen von seinem Ministeramt (s. o.) zurück. Es war das erste Mal in der Geschichte Indiens, dass ein amtierender Unionsminister wegen Mordes verurteilt wurde. Am 5. Dezember 2006 verhängte das Gericht als Strafmaß eine lebenslange Freiheitsstrafe. Vom 28. November 2006 bis zum 25. August 2007 war Shibu Soren inhaftiert.
Das Urteil gegen Soren und seine Mitangeklagten wurde jedoch am 22. August 2007 durch den Delhi High Court aufgehoben. Zur Begründung führte der High Court an, dass die Argumentationslinie der Strafverfolger „in keiner Weise überzeugend“ gewesen sei. Der Freispruch wurde am 26. April 2018 durch das Oberste Gericht bestätigt.

### Andere Verfahren
Am 15. April 1974 wurde eine Anzeige gegen Shibu Soren erstattet, in der er beschuldigt wurde eine Gruppe von Personen angeführt zu haben, die im Dorf Kudko im Distrikt Giridih zwei Personen getötet hatte. Anlass des Streits sei die Schlachtung einer Ziege gewesen. 1978 kam es zur formalen Verfahrenseröffnung und nach einem sehr schleppenden Fortgang (acht Mitangeklagte wurden bereits 1986 freigesprochen) wurde das Verfahren nach 36 Jahren wegen Mangels an Beweisen am 15. Juni 2010 eingestellt.

## Privates
Mit seiner Ehefrau Roopi Soren, die er am 1. Januar 1962 heiratete, hatte er drei Söhne und eine Tochter. Sein Sohn Hemant Soren war 2013/2014 Chief Minister von Jharkhand und bekleidet seit dem 29. Dezember 2019 erneut dieses Amt.
Soren starb am 4. August 2025 im Alter von 81 Jahren in Delhi.